# United States of America vs. Philip Morris USA Inc. et al.
United States of America vs. Philip Morris USA Inc. et al. ist der bedeutendste Wirtschaftsprozess in der Geschichte der Vereinigten Staaten. Die führenden Tabakkonzerne Philip Morris, R.J. Reynolds, British American Tobacco, Liggett und Lorillard sowie die von ihnen gegründeten tabakbezogenen Handelsorganisationen, das Tobacco Institute und das Council for Tobacco Research, wurden am 17. August 2006 für schuldig befunden, durch ihre Marketingmethoden Minderjährige zum Rauchen zu verführen, die Gesundheitsrisiken des Tabakkonsums zu verschweigen, die Unschädlichkeit und Unbedenklichkeit des Zigarettenrauchens zu suggerieren und Forschungsergebnisse zu fälschen und zu vertuschen. Neben einer Geldstrafe wurden in dem Urteil auch einschneidende Auflagen verfügt, die Restriktionen der Marketingmaßnahmen und Offenlegungen vormals interner Dokumente beinhalteten. 

## Vorgeschichte
Aufgrund neuer Ergebnisse in der Forschung wurde die Kritik an Tabakprodukten und deren Herstellern Anfang der Neunziger Jahre immer lauter. Während sich Gesundheitsorganisationen und Experten schon seit vielen Jahren und Jahrzehnten der Schädlichkeit des Tabakkonsums bewusst waren, begann nun auch die breite Öffentlichkeit das Rauchen zu ächten. Viele Gemeinden, Städte und sogar Staaten begannen den Tabakkonsum an öffentlichen Orten zu unterbinden. Darüber hinaus zeigte auch das Rauchverbot in Flugzeugen die fortschreitende Denormalisierung des Tabakkonsums. 
Jeffrey Wigand, damaliger Forschungsdirektor bei Brown & Williamson (heute BAT), entfachte 1997 die Diskussion um das Wissen der Tabakindustrie über die Schädlichkeit von Zigaretten und Passivrauchen sowie die Abhängigkeit der Konsumenten von Nikotin neu, indem er dem Universitätsprofessor Stanton Glantz mehrere Tausend ursprünglich geheime Dokumente der Tabakindustrie zukommen ließ. Diese Dokumente zeigten deutlich, dass die Tabakindustrie nicht nur über die Schädlichkeit des Tabakkonsums, sondern ebenso über die Suchtgefahr des Nikotins Bescheid wusste. Darüber hinaus wiesen die Dokumente nach, dass Tabakunternehmen wissentlich und durch spezielle Züchtungen den Nikotingehalt der Tabakpflanze zu erhöhen versuchten, ohne dass dies durch die Tests der FDA offengelegt wurde und dadurch auf der Zigarettenpackung vermerkt werden musste. Neben der Manipulation der Produkte wurde so auch die wissentliche Täuschung der Konsumenten durch Tabakhersteller aufgedeckt. Der Veröffentlichung der Dokumente folgte eine anschwellende Woge von Haftungsklagen. Privatpersonen, deren Gesundheit durch den jahrelangen Tabakkonsum Schaden genommen hatte, machten die Tabakindustrie für ihr Leiden verantwortlich und warfen ihr vorsätzliche Täuschung der Konsumenten und wissentliche Fehlinformation vor. Die großen Tabakkonzerne versuchten dem durch einen Globalvergleich entgegenzuwirken. Im November 1998 wurde das sogenannte Master Settlement Agreement von fast allen Staaten sowie den vier größten Tabakkonzernen unterzeichnet, wodurch weitere Klagen von Seiten der Geschädigten unzulässig waren. Die amerikanische Regierung allerdings war nicht bereit sich auf diesen Vergleich einzulassen und nur wenige Monate nach Verabschiedung des Master Settlement Agreements kündigte Präsident Bill Clinton in seiner State of the Union Address eine eigene Klage der Regierung gegen die führenden Tabakkonzerne an. Präsident Clinton wollte die Unternehmen für die vielen Milliarden Dollar haftbar machen und die Summe von den Herstellern zurückverlangen, die im Rahmen des Medicare Programmes für die Behandlung von tabakbedingten Erkrankungen ausgegeben wurde. Der größte Wirtschaftsprozess in der Geschichte der Vereinigten Staaten stand unmittelbar bevor. 
Noch im selben Jahr, nämlich 1999, wurden eine Untersuchung und anschließend ein Verfahren eingeleitet. In den folgenden Jahren wurden etliche potenzielle Zeugen und Beteiligte verhört, Dokumente analysiert und Anklagepunkte geprüft. Erst 2004 wurde der Prozess offiziell eröffnet.

## Argumente der Staatsanwaltschaft
Die Staatsanwaltschaft bezichtigte die führenden Tabakkonzerne des vorsätzlichen betrügerischen und unrechtmäßigen Verhaltens und forderte daher die Rückerstattung tabakbezogener medizinischer Ausgaben im Rahmen der Medicare-Programme. Das Gericht ließ die Klage wegen betrügerischen und unrechtmäßigen Verhaltens zu, wies jedoch die Forderung nach Erstattung der Ausgaben für tabakbedingte Krankheiten ab. Die Ankläger versuchten im folgenden Verfahren nachzuweisen, dass die führenden Tabakkonzerne ihre Konsumenten wissentlich und vorsätzlich den Gefahren des Tabakkonsums ausgesetzt hatten, Rauchern durch Verschleierung und Manipulation wissenschaftlicher Forschungsergebnisse Informationen vorenthalten wurden, die das Konsumverhalten beeinflusst hätten, und dass Zigarettenhersteller durch ihre Marketingstrategien gezielt versuchten Minderjährige zum Rauchen zu verführen. Die Staatsanwaltschaft war davon überzeugt, dass die führenden Tabakkonzerne durch die gezielte Anwerbung von minderjährigen Neukonsumenten sogenannte Ersatzraucher rekrutierten, die die älteren Raucher ersetzen sollten wenn diese starben. Neben der Rückerstattung bereits aufgewendeter Kosten wurden außerdem striktere Gesetze gegen Marketingmaßnahmen der Tabakindustrie gefordert. Zusammengefasst beschuldigte die Staatsanwaltschaft die Tabakindustrie insgeheim Jagd auf Kinder und Jugendliche zu machen, Raucher über Risiken und Gefahren des Zigarettenkonsums zu täuschen und Forschungsergebnisse zu vertuschen und zu verfälschen.

## Argumente der Tabakindustrie
Die Tabakkonzerne wiesen alle Anschuldigungen von sich und erklärten, es bestünde kein Zusammenhang zwischen dem Konsum von Tabakprodukten und gesundheitlichen Schäden. Darüber hinaus argumentierten die Konzerne sie würden ihre Marketingkampagnen ausschließlich auf erwachsene Raucher ausrichten. Durch das Marketing sollten keine neuen Raucher rekrutiert, sondern lediglich bestehende erwachsene Raucher von der eigenen Marke überzeugt werden. Da die Markenloyalität bei Rauchern besonders hoch sei, mussten Mittel aufgewendet werden um sie von einer bestimmten Marke zu überzeugen. Ferner wiesen die Zigarettenhersteller alle Anschuldigungen der Manipulation und Vertuschung von Forschungsergebnissen ab. 

## Fakten
In den sieben Jahren zwischen Präsident Clintons Ankündigung eines Gerichtsverfahrens 1999 bis zur Urteilsverkündung 2006 standen sich insgesamt 30 Staatsanwälte auf Seiten des Justizministeriums im Namen des amerikanischen Volkes und über 300 Verteidiger der Tabakindustrie gegenüber. Mehrere Millionen Seiten an Dokumenten wurden dem Gericht vorgelegt, wobei die Staatsanwaltschaft allein 40.000 Seiten an Beweismaterial auflistete. Während des Verfahrens wurden rund 1.000 Zwischenentscheidungen getroffen, 300 potenzielle Zeugenaussagen wurden vorgelegt, darunter die von Wissenschaftlern, Gesundheitsexperten oder Geschäftsführern, außerdem sagten vor Gericht 84 hochkarätige Experten aus. Die Kosten des Verfahrens beliefen sich für die amerikanische Bundesregierung auf etwa $140 Millionen. Obwohl von der Industrie nicht bestätigt oder veröffentlicht, kann davon ausgegangen werden, dass die Prozesskosten für die Tabakunternehmen bedeutend höher waren. 
Die Klage des Justizministeriums stützte sich auf den 1971 verabschiedeten RICO Act, der ursprünglich zur Verfolgung der Mafia erlassen worden war. Die Staatsanwaltschaft begründete diesen Schritt mit dem jahrzehntelangen Handeln der Tabakindustrie als kriminelle Vereinigung, die sich über lange Zeit hinweg abgesprochen hatte um die Konsumenten systematisch über die Gefahren und Gesundheitsrisiken des Rauchens zu täuschen und vorsätzlich Kinder und Jugendliche zum Rauchen verleitet hatte um die sterbenden älteren Raucher zu ersetzen. Das kriminelle Handeln zeigte sich laut Staatsanwaltschaft auch darin, dass Zigarettenhersteller ihrem Produkt bis zu 600 Zusatzstoffe beigefügt hatten um das Suchtpotenzial zu erhöhen und den Raucher vom Aufhören abzuhalten. 
Neben der Feststellung der Tabakindustrie als kriminelles Kartell erhoffte sich das Justizministerium durch das Stützen ihrer Anklage auf den RICO Act neben der strafrechtlichen Verfolgung der Zigarettenhersteller außerdem die Geltendmachung von zivilrechtlichen Ansprüchen. Aufgrund der geringen Beweislast schien ein zivilrechtlicher Prozess gewinnversprechender. Die Staatsanwaltschaft hoffte, dass alle Gewinne und Zinsen der Tabakindustrie berücksichtigt würden, die die Zigarettenhersteller seit 1954 erwirtschaftet hatten. Daher veranschlagte die Staatsanwaltschaft eine Rückerstattung von $742 Milliarden. Eine tatsächliche Fälligkeit dieser Summe hätte die Insolvenz der gesamten Tabakindustrie bedeutet. Die Tabakindustrie zählte mit Spenden in Höhe von $2,7 Millionen zu den größten Sponsoren des republikanischen Wahlkampfes 2000. Kurz nach George W. Bushs Amtsantritt im Frühjahr 2001 wurde die veranschlagte Summe auf $280 Milliarden herabgesenkt. Im Jahre 2005 wurde eine Gewinnabschöpfung im Zivilprozess als unzulässig abgewiesen, da dies laut Richterin Gladys Kessler einer Strafe gleichkäme. 
Das Urteil wurde am 17. August 2006 von Gladys Kessler auf 1683 Seiten verkündet und bestätigte die Vorwürfe der Regierung.

## Urteil und Auflagen
Das im August 2006 gesprochene Urteil fiel zu Gunsten der Ankläger aus. Die finanziellen Folgen waren für die Tabakindustrie verhältnismäßig niedrig, die Auswirkungen auf das öffentliche Ansehen sowie auf Marketingkonzepte und -maßnahmen jedoch weitaus einschneidender. Durch die Entscheidung des Gerichts waren die Zigarettenhersteller gezwungen, die Prozesskosten zu übernehmen und wurden darüber hinaus für schuldig erklärt, über Jahrzehnte hinweg „tödliche Produkte mit Eifer, Täuschung, mit ausschließlicher Konzentration auf finanziellen Erfolg und ohne Rücksicht auf menschliche Tragödien und soziale Kosten“  vermarktet und verkauft zu haben. Ferner stellte das Gericht fest, dass die Tabakkonzerne wissenschaftliche Erkenntnisse über den Zusammenhang von Krankheiten und Tod mit Zigarettenkonsum verschleiert und die Schädlichkeit verheimlicht hatten. Laut dem Gerichtsurteil war außerdem bewiesen, dass die Industrie bereits seit den 1950er Jahren über die Suchtwirkung der Zigarette und insbesondere des Wirkstoffes Nikotin Bescheid wusste und die Machart ihrer Produkte daraufhin auf die Bereitstellung des Nikotins ausgelegt hatte. 
Neben der Feststellung der Schuld wurden die Zigarettenhersteller auch zu verschiedenen Auflagen verurteilt. So untersagte das Gericht den Unternehmen ab dem 1. Januar 2007 mit irreführenden Bezeichnungen wie teerarm, leicht, ultraleicht, mild oder natürlich für ihre Produkte zu werben, sodass potenzielle Konsumenten nicht über die tatsächliche Gesundheitsschädlichkeit hinweggetäuscht würden. Das bedeutete ein Verbot aller Zigarettendeskriptoren, die von gesundheitlichen Folgen ablenkten beziehungsweise Unschädlichkeit und Unbedenklichkeit suggerierten. Ferner wurden die Konzerne angehalten, in großen Zeitungen, den drei führenden Fernsehsendern sowie auf Informationszetteln in den Zigarettenschachteln und auf Einzelhandelsauslagen frühere Marketingstrategien, die gesundheitliche Unbedenklichkeit suggerierten, zu berichtigen. Hierbei mussten die Hersteller auf die Gesundheitsschädlichkeit des Rauchens, die Suchtwirkung des Nikotins und des Rauchens, die Mängel der bedeutsamen gesundheitlichen Vorteile durch das Rauchen von teerarmen Zigaretten, die Manipulation von Machart und Zusammensetzung der Zigaretten zur Gewährleistung der optimalen Nikotinausschüttung und auf die gesundheitsschädliche Wirkung des Passivrauchens aufmerksam machen. Den Herstellern wurde eine Frist von 60 Tagen gewährt die Inhalte dieser Richtigstellungen zu formulieren und dem Gericht vorzulegen. Des Weiteren wurden die Beklagten dazu verurteilt, der Regierung ihre aufgeschlüsselten Marketingunterlagen zur Verfügung zu stellen, die anschließend als vertraulich und hochsensibel behandelt werden würden. Um die zukünftige Einhaltung des RICO Acts zu gewährleisten, wurden die Tabakkonzerne überdies durch die sogenannte Transparenzauflage zur Einrichtung von Dokumentenarchiven und Websites verurteilt, sodass sowohl die Regierung als auch die breite Öffentlichkeit stets Zugang zu den Industriedokumenten hatten, die während des Gerichtsverfahrens offengelegt worden waren.

## Bedeutung für Deutschland
Die führenden Tabakunternehmen hatten sich im sogenannten „Gentlemen’s Agreement“ darauf verständigt in ihren Marketingkampagnen keine direkten Behauptungen gegen Konkurrenten aufzustellen und beispielsweise das eigene Produkt als weniger schädlich als andere darzustellen. Darüber hinaus hatten die Hersteller beschlossen, in Amerika keine Tests an lebenden Tieren durchzuführen und dennoch sollten die Auswirkungen des Tabakkonsums auf den lebenden Organismus erforscht werden. Daher begannen die Unternehmen, ihre Forschungen im Ausland voranzutreiben. Philip Morris betrieb ein Labor in Köln, das Institut für biologische Forschung (INBIFO). Neben dem „Gentlemen’s Agreement“ wurde das Kölner Versuchslabor auch bevorzugt, da es sich außerhalb des Einflussbereiches der amerikanischen Justiz befand und daher geheime Forschungsergebnisse leichter vor der amerikanischen Öffentlichkeit verborgen bleiben konnte. 
Deutschland galt bereits vor der Offenlegung der kontroversen Labortätigkeiten amerikanischer Zigarettenhersteller als Paradies der Tabakindustrie. Als die Europäische Union die europaweite Einführung von Tabakwerbeverboten beschließen wollte, reichte die Regierung Kohl dagegen Klage beim Europäischen Gerichtshof ein. Die Klage wurde von der Regierung Schröder fortgeführt, sodass das Werbeverbot letztendlich nicht umgesetzt werden konnte. Darüber hinaus wurde die jahrzehntelange Zusammenarbeit namhafter Wissenschaftler, einflussreicher Politiker und hoher Beamter mit der deutschen Tabakindustrie bekannt. Das journalMED schrieb dazu: „In keinem anderen europäischen Land war der Lobbyismus der Tabakindustrie zur Verhinderung von Werbeverboten, zur Verhinderung des Nichtraucherschutzes und gegen Vertriebsbeschränkungen für Zigaretten derart erfolgreich wie in Deutschland.“